# Beker van de Verenigde Arabische Emiraten
De Beker van de Verenigde Arabische Emiraten (Engels: UAE President's Cup) is sinds 1975 het nationale voetbalbekertoernooi van de Verenigde Arabische Emiraten dat door de in 1972 opgerichte nationale voetbalbond (UAEFA) wordt georganiseerd.

## Bekers per club
| Titels | Club                                                 |
| ------ | ---------------------------------------------------- |
| 10     | Shabab Al Ahli, Sharjah SC                           |
| 7      | Al Ain FC                                            |
| 4      | Al-Nasr SC, Al-Shabab                                |
| 3      | Al-Jazira Club                                       |
| 2      | Al-Wasl Club, Al-Wahda FC                            |
| 1      | Ajman Club, Baniyas SC, Emirates Club, Al-Shaab Club |